# MStar
MStar Semiconductor, Inc. — компания, не имеющая собственных фабрик (бесфабричная компания), специализирующаяся на производстве высоко-интегрированных решений для мобильных технологий. Компания производит решения для цифрового телевидения (DVB-T/C/S), беспроводной связи (GSM, WiFi, Bluetooth), спутниковой навигации (GPS/ГЛОНАСС).

## Спутниковая навигация
Проектирование и дизайн навигационных GPS-чипов производится в Санкт-Петербурге (в 2005 году MStar купила петербургское предприятие «Софтнав»); производственные мощности расположены на Тайване. В 2011 году на российском рынке появилось сразу несколько навигаторов на основе GPS/ГЛОНАСС-чипсета MStar MSB2320 производства Mstar.
У компании имеется собственная сеть A-GPS для быстрого получения эфемеридных через Интернет.

### Навигаторы на чипсетах MStar
- NAVITEL DMR300 NV
- Lexand SG-555
- Explay GN-510
- Explay GN-520
- Prology iMap-525MG
- Digma DG503N
- Prestigio GV5135
- GlobalSat GH-801
- Prology iMAP-515Mi
- JJ-Connect AutoNavigator 2300 Wide
- JJ-Connect AutoNavigator 340
- JJ-Connect Autonavigator 2700 Wide
- JJ-Connect Autonavigator 5555 Wide
- Prestigio GeoVision 5050